# Otto Kyndel
Otto Herbert Kyndel, född 3 mars 1904 i Lillkyrka i Örebro län, död 11 juni 1983 i Nykvarn, var en svensk violinist och professor.

## Biografi
Kyndel studerade för Henri Marteau och Charles Barkel. Han anställdes i Norrköpings orkesterförening 1920 och var konsertmästare där 1928–1933. Han var konsertmästare i Svensk Filmindustris orkester 1936–1938, i Sune Waldimirs orkester och i Radioorkestern 1938–1960. Han var lärare vid Kungliga Musikhögskolan 1946–1970.
Otto Kyndel grundade Kyndelkvartetten 1941, en av de ledande stråkkvartetterna i Sverige, och verkade i den som primarie till 1969.
Han var bror till Nils och Tore Kyndel samt svåger till Ann-Marie Kyndel.
Han har varit gift med Anita Kyndel och efterlämnar fyra döttrar.

## Priser och utmärkelser
- 1960 – Ledamot nr 689 av Kungliga Musikaliska Akademien[2]
- 1960 – Litteris et Artibus
- 1963 – Professors namn
- 1966 – Medaljen för tonkonstens främjande

## Diskografi (urval)
- Intermezzo med Sune Waldimir, piano
- Romance med Sune Waldimir, piano
- Min längtans sång Otto Kyndel, violin och hammondorgel
- Nattens serenad Otto Kyndel, violin och hammondorgel
- Henri Marteau : svenska elever och kolleger. Collector's Classics vol. 7:I–IV ; The String Players = Stråkmusiker. Caprice CAP 21620. 1999 (4 CD).

## Filmografi-roller
- 1935 – Valborgsmässoafton – violinist
- 1936 – Samvetsömma Adolf – violinist
- 1939 – Landstormens lilla Lotta – violinist
- 1940 – Blyge Anton – violinist
- 1952 – Adolf i toppform – violinist